# Hosapete
Hosapete, abans Hospet (La Nova) és una ciutat i municipalitat a Karnataka, Índia, districte de Bellary a 15° 16′ N, 76° 24′ E / 15.267°N,76.400°E. Al cens del 2001 figura amb una població de 163.284 habitants; la població el 1871 era de 10.005, el 1881 de 10.219 i el 1901 de 18.482. L'estructura inicial era un llarg carrer comercial amb temple al final, amb molts residents vivint al suburbi de Chittavadigi. A la ciutat hi ha tres tombes musulmanes (conegudes com les tres mesquites) a l'est, i altres dos altres edificacions (tombes o capelles). Al sud de la ciutat hi ha un curiós turó de forma cònica anomenat Joladarasi, i més a l'est el puig de Jambunath Konda (925 metres) i a la rodalia el temple de Jambunath. A 12 km hi ha Hampi, al costat d'eon hi ha les ruïnes de l'antiga Vijayanagar. La resclosa de Tungabhadra es troba també propera. A Hampi s'ha desenvolupat extraordinàriament la indústria metal·lúrgica.
Fou fundada pel rei de Vijayanagar Krishna Deva entre 1509 i 1520 en honor de Nagaladevi, una cortesana de la que era amic des de Jove i amb la que es va casar en esdevenir rei. La ciutat va ser anomenada llavors Nagalapur, i fou residència favorita del rei que va construir la resclosa al sud de la ciutat amb l'ajut de l'enginyer portuguès Joao de la Ponte, posat al seu servei pel governador general de Goa.